# M230
El Hughes M230 es un cañón automático de 30 mm desarrollado por la compañía estadounidense Hughes y ahora fabricado por Alliant Techsystems (ATK). El M230 es del tipo cañón de cadena (usa una fuerza externa para recargar los proyectiles en la recámara en lugar de la fuerza de retroceso) y es accionado eléctricamente.

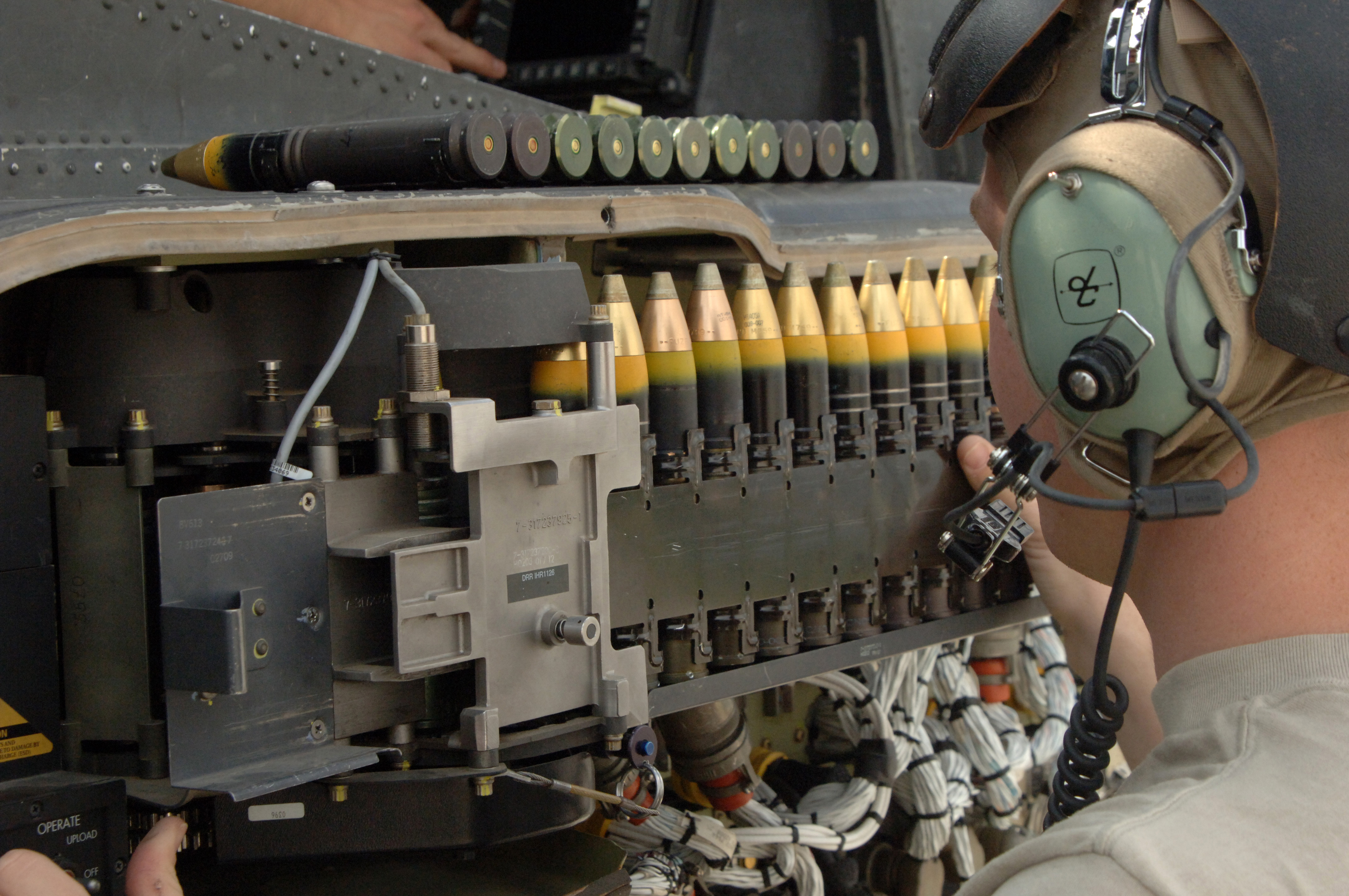
Munición de 30 mm siendo cargada en un helicóptero de ataque AH-64D Apache Longbow.

El M230 es parte del sistema de armamento del helicóptero de ataque AH-64 Apache, montado en una pequeña torreta situada en la sección más baja del fuselaje. Usa un motor eléctrico con una potencia de 3 CV para cargar la munición de 30 milímetros y tiene una cadencia de fuego de 625 ± 25 disparos por minuto. Al disparar a cerrojo abierto se evita el sobrecalentamiento de este y el "encendido" de cartuchos, así como también la introducción de dos cartuchos al mismo tiempo.
El 20 de agosto de 1998, el Comando de Tanques, Vehículos, Armamentos, Químicos y Logística del Ejército de los Estados Unidos (TACOM-ACALA, por sus siglas en inglés) y la McDonnell Douglas Helicopter Systems (MDHS) firmaron un primer contrato para los repuestos del cañón automático M230 y el sistema de la torreta (Area Weapon System, en inglés) del helicóptero de ataque Apache. Este contrato permitía ordenar los repuestos directamente de un catálogo, en lugar del tradicional proceso de contratos individuales. El Gobierno también podía ordenar repuestos cuando el Ejército tuviese necesidad de ellos, en lugar de comprar grandes cantidades por adelantado. Además, estos eran enviados directamente a las tropas desplegadas en lugar de al depósito de pertrechos. Todo esto reducía el tiempo de producción y trámites administrativos, al reducir el tiempo de entrega de nueve meses a menos un mes, los costos administrativos y los recursos humanos de la Agencia de Auditoría de los Contratos de Defensa (Defense Contract Audit Agency; DCAA), el TACOM-ACALA y MDHS, al mismo tiempo que mantenía precios razonables para los repuestos necesarios.

## Aeronaves armadas con el M230
- AH-64 Apache
- Westland WAH-64 Apache